# Иоанн (Болховитинов)
Иоа́нн (в миру Ива́н Васи́льевич Болхови́тинов; 1860, селе Николаевка, Бирюченский уезд, Воронежская губерния, Воронежская губерния — 1923) — обновленческий епископ Задонский, до 1922 года — епископ Русской православной церкви, епископ Задонский, викарий Воронежской епархии.

## Биография
Родился в 1860 году в селе Николаевка Бирюченского уезда Воронежской губернии (ныне в черте города Алексеевка Белгородской области) в семье псаломщика.
В 1879 году окончил Бирюченское духовное училище. В 1885 году окончил Воронежскую духовную семинарию по второму разряду.
20 июля 1887 года рукоположен в сан иерея ко храму Владимирской иконы Божией Матери села Новой Николаевки Землянского уезда Воронежской губернии. Одновременно был законоучителем Новониколаевской церковноприходской школы.
17 мая 1888 года перемещён в Задонский Тихоновский Тюнинский женский монастырь.
С 24 июня 1893 года — настоятель Никольского храма села Верхний Студенец Задонского уезда, с того же года законоучитель местной церковно-приходской школы, с 1905 года — одновременно законоучитель земской школы.
Рано овдовел, на его попечении остались три дочери: Варвара (1888 г.р.), Мария (1890 г.р.), Серафима (1891 г.р.).
17 февраля 1921 года постановлением Воронежской Губернской ЧК приговорён к 5 годам лишения свободы условно по обвинению в «антисоветской агитации». 24 ноября 1921 года освобожден от условного наказания постановлением коллегии Воронежской Губернской ЧК.
22 января 1922 года в Благовещенском соборе Воронежского Митрофанова монастыря хиротонисан во епископа Задонского, викария Воронежской епархии. Викариатство обладало большой самостоятельностью: при епископе Иоанне было создано епархиальное управление, в которое вошли епископ и три священника.
В начале сентября 1922 года Воронежский архиепископ Тихон (Василевский) предложил своим викариям, включая епископа Задонского, перейти в обновленчество, что и было выполнено. Епископ Иоанн созвал благочиннический съезд духовенства, на котором было образовано обновленческое окружное управление. В докладе Секретного отдела ГПУ от 14 сентября 1922 года говорилось, что «в Задонске образовалась группа „Живая церковь“. Во главе её и встал епископ Иоанн (Болховитинов). Группой выпущены воззвания к верующим. 13 июля 1923 года состоялось окружное собрание духовенства. Съезд постановил присоединиться к группе „Живая церковь“».
Скончался в 1923 году.